# Schwing Stetter
A Schwing Stetter é uma fabricante de misturadoras de concreto e sistemas de transporte de concreto. 

## História
Em 17 de Março de 1934, o mestre mecânico, Sr. Friedrich Wilhelm Schwing com apenas 25 anos de idade fundou sua companhia e rapidamente encontrou os primeiros clientes para seus equipamentos, na industría de mineração e construção civil e já no final da década de 1930 a companhia SCHWING iniciava seu desenvolvimento de equipamentos para o concreto.
Na reconstrução pós-guerra, inicio de 1945, considerado o momento critico e de maior teste para a industria de equipamentos da construção, o Sr. Friedrich Wilhelm Schwing, estava fascinado pelos desafios no desenvolvimento dos guindastes e também todos os desenvolvimentos das industrias de equipamentos, muitos desenvolvimentos e criações da SCHWING foram patenteadas neste momento e são pioneiras até hoje no ramo de equipamentos para a construção civil.
No início da década de 1950, o concreto começou a conquistar os canteiros de obras em todo o mundo, porem um dos aspectos negativo nas concretagens era a baixa produtividade e grande dificuldade para o transporte do concreto através de guindaste e baldes, a exigência do aumento na velocidade das construções, criaram a necessidade do desenvolvimento de novos conceitos para o transporte do concreto, com o objetivo de atender esta necessidades, em 1957 a companhia SCHWING desenvolveu e fabricou a primeira bomba hidráulica fabricada com cilindros hidráulicos duplos para concreto e iniciou se neste mesmo momento a fabricação em série deste equipamentos pela SCHWING. A primeira auto bomba para concreto foi fabricada pela SCHWING em 1965, porem um mastro para distribuição de concreto fabricada em estrutura treliçada, somente foi desenvolvido e faricado pela SCHWING três anos depois.

### A Schwing no Brasil
A SCHWING Stetter, juntamente com a companhia Brasileira SIWA, fabricante de equipamentos e ferramentas hidráulicos, implantou sua primeira fabrica no continente Sul Americano, criando a empresa SCHWING SIWA, localizada na cidade de Mairiporã, a 30 Km da capital de São Paulo - Brasil, para a fabricação em parceria, das suas bombas e auto bombas para concreto, com a mesma filosofia e confiabilidade dos equipamentos fabricadas na matriz, garantindo a seus clientes o mesmo sucesso e satisfação demonstrada em todo o mundo.
Em 28 de Abril de 1989, o grupo SCHWING Stetter já sobre o gerenciamento dos dois filhos, Sr. Friedrich Schwing e Sr. Gerhard Schwing, compram toda a companhia SCHWING SIWA, desativando no ano de 1996 a unidade fabril de equipamentos e ferramentas hidráulicas SIWA e instituindo no Brasil, a SCHWING Stetter, que passa oferecer a seus clientes, a partir de sua produção no Brasil, a linha completa de seus equipamentos para o concreto.

### De Schwing Siwa para Schwing Stetter
Em 28 de abril de 1989, o grupo SCHWING Stetter já sobre o gerenciamento dos dois filhos, Sr. Friedrich Schwing e Sr. Gerhard Schwing, compram toda a companhia SCHWING SIWA, desativando no ano de 1996 a unidade fabril de equipamentos e ferramentas hidráulicas SIWA e instituindo no Brasil, a SCHWING Stetter, que passa oferecer a seus clientes, a partir de sua produção no Brasil, a linha completa de seus equipamentos para o concreto.
No ano de 2001, com o gerenciamento do grupo sendo transferido somente para o Sr. Gerhard Schwing, algumas modificações estruturais e de produção foram realizadas na unidade fabril da SCHWING Stetter Brasil.